# Ambasada Gwinei w Berlinie
Ambasada Gwinei w Berlinie – misja dyplomatyczna Republiki Gwinei w Republice Federalnej Niemiec.
Ambasador Republiki Gwinei w Berlinie oprócz Republiki Federalnej Niemiec akredytowany jest również w Rzeczypospolitej Polskiej i przy Stolicy Apostolskiej.